# 최홍정
최홍정(崔弘正)은 고려 중기의 무신이다.

## 생애
변방 장수로서 1107년에 척준경과 함께 여진족을 토벌하였다. 이듬해에는 지금의 홍원군에 해당하는 웅주에서 다시 한 번 여진족에게 승리를 거두었다.
1109년 여진과의 전쟁이 오래 지속되자 여진에게 조공을 약속받고 철수하기로 하는 대신, 고려 사람들을 대거 이주시켰다.
1111년에 급사중, 서북면 병마사를 겸하였다. 이후 행적은 전해지지 않는다.